# Pachyramphus niger
Pachyramphus niger là một loài chim trong họ Tityridae.